# عبد المؤمن بن صالح
عبد المومن بن صالح، مؤسس مدينة تيشيت في موريتانيا.

## نسبه
الشريف عبد المؤمن بن صالح بن الإمام عبد العلي بن جعفر بن إسحاق بن يحيى بن مالك بن يوسف بن القاسم بن عبد الله بن إدريس الأصغر بن إدريس الأكبر بن عبد الله الكامل بن الحسن المثنى بن الحسن السبط بن علي بن أبي طالب.

## نشأته
تتلمذ على القاضي عياض وانتدبه القاضي عياض إلى غرب أفريقيا لنشر العلوم الشرعية واللغوية فخرج من المغرب قاصدا الصحراء الكبرى.

## أعماله
أسس مدينة تيشيت التاريخية سنة 536 هـ وهو جد أشرافها المعروفين.

## وفاته
لم تحدد المصادر التاريخية سنتي ميلاده أو وفاته. يتواجد ضريحه في المصلى الشتوي بمسجد تيشيت التاريخي.